# Accipiter princeps
El azor de Nueva Bretaña (Accipiter princeps) es una especie de ave accipitriforme de la familia Accipitridae.
Es endémica de la isla de Nueva Bretaña perteneciente a Papúa Nueva Guinea. 
Su hábitat natural son los bosques húmedos y montanos. Está amenazado por la pérdida de hábitat.
Anteriormente clasificado como casi amenazado por la UICN, se sospechó que era más raro de lo que se suponía anteriormente. Tras la evaluación del estado de la población, esto resultó ser correcto, y en consecuencia fue subido de categoría a vulnerable en 2008. La primera fotografía de un azor de Nueva Bretaña se tomó en marzo de 2024 en el Distrito Pomio de Nueva Bretaña.